# Castelmuschio
Castelmuschio (in croato Omišalj, in tedesco Moschau) è una piccola città costiera adriatica della Croazia, nel nord-est dell'isola di Veglia nella regione litoraneo-montana. La città aveva nel 2001 1 790 abitanti, mentre la municipalità con l'insediamento (naselja) di Gnivizze (Njivice) raggiungeva la popolazione di 2 998 abitanti.

## Storia
Castelmuschio è una delle più vecchie città dell'isola e sebbene la città venisse menzionata nel XII secolo come "Castri musculi" (dal latino "ad musculi", luogo delle conchiglie) e i primi monumenti scritti hanno la loro origine in quel periodo, l'insediamento ha basi preistoriche.
Il suo sviluppo risale al tempo dei liburni e dei romani, proseguendo poi con i bizantini, mentre dal XII secolo divenne la sede dei conti di Veglia Frangipani, la cui eredità è visibile in quasi tutte le città dell'isola e anche nelle città vicine della terraferma, come Buccari, Fiume (a Tersatto), Porto Re, Cirquenizza, Novi, Otočac, Brinje e altre.
La città e l'isola, sotto il governo della Repubblica di Venezia dal 1480 al 1797, passarono sotto l'Impero asburgico fino al 1918, con in mezzo un breve periodo sotto la dominazione francese durato fino al 1815. Al termine della prima guerra mondiale con il trattato di Rapallo l'isola entrò a far parte del Regno dei Serbi, dei Croati e degli Sloveni e dopo la seconda guerra mondiale della Repubblica Socialista di Croazia nell'ambito della Repubblica Federativa Popolare di Jugoslavia.
Dal 1991 con la dissoluzione della Jugoslavia l'isola di Veglia fa parte del nuovo stato croato.

## Monumenti e luoghi d'interesse
Il nucleo più antico della città è ubicato su una rupe che domina la baia di Buccari a circa 80 metri sul livello del mare. In questo luogo si trova il castello dei Frangipani.
La città e l'isola sono stati un importante centro letterario e glagolitico, come testimonia la scoperta, avvenuta presso Bescanuova nel XIX secolo, della "lapide di Baška", risalente all'anno all'XI secolo, la più importante testimonianza scritta dell'uso della lingua croata e della scrittura glagolitica.
Nelle vicinanze di Castelmuschio ci sono i resti della città romana di Fulfinum, costruita nel I secolo d.C. per i veterani degli imperatori della dinastia flavia. La scomparsa della città avvenne probabilmente intorno al VI secolo. Nella periferia della città antica è presente una basilica paleocristiana risalente al V secolo, che si collega con l'abbazia benedettina di San Nicola.

## Società

### La presenza autoctona di italiani
È presente una piccola comunità di italiani autoctoni che rappresentano una minoranza residuale di quelle popolazioni italofone che abitarono per secoli la penisola dell'Istria e le coste e le isole del Quarnaro e della Dalmazia, territori che appartennero alla Repubblica di Venezia. La presenza degli italiani a Castelmuschio è drasticamente diminuita in seguito agli esodi che hanno seguito la prima e la seconda guerra mondiale.
Nel 1900 la cittadina aveva una minoranza italofona, composta soprattutto da cittadini di origine veneta. Dopo la prima guerra mondiale e l'annessione al Regno di Jugoslavia, una parte della comunità italiana emigrò, altri poterono optare per la cittadinanza italiana, rimanendo a Castelmuschio. In seguito, dopo la seconda guerra mondiale, quasi tutti scelsero la via dell'esodo.
Dal censimento croato del 2011, risulta una larghissima maggioranza di madrelingua croata col 92,62%. È presente una piccola minoranza italiana, lo 0,23% della popolazione del comune che fa riferimento alla Comunità degli Italiani di Veglia con sede nella città di Veglia.

### Lingue e dialetti
| %      | Ripartizione linguistica (gruppi principali) |
| ------ | -------------------------------------------- |
| 2,18%  | madrelingua bosniaca                         |
| 92,62% | madrelingua croata                           |
| 0,44%  | madrelingua italiana                         |
| 1,74%  | madrelingua albanese                         |

## Geografia antropica

### Località
Il comune di Castelmuschio è suddiviso in 2 insediamenti (naselja):
- Castelmuschio (Omišalj), sede comunale
- Gnivizze (Njivice)

## Economia

### Industria

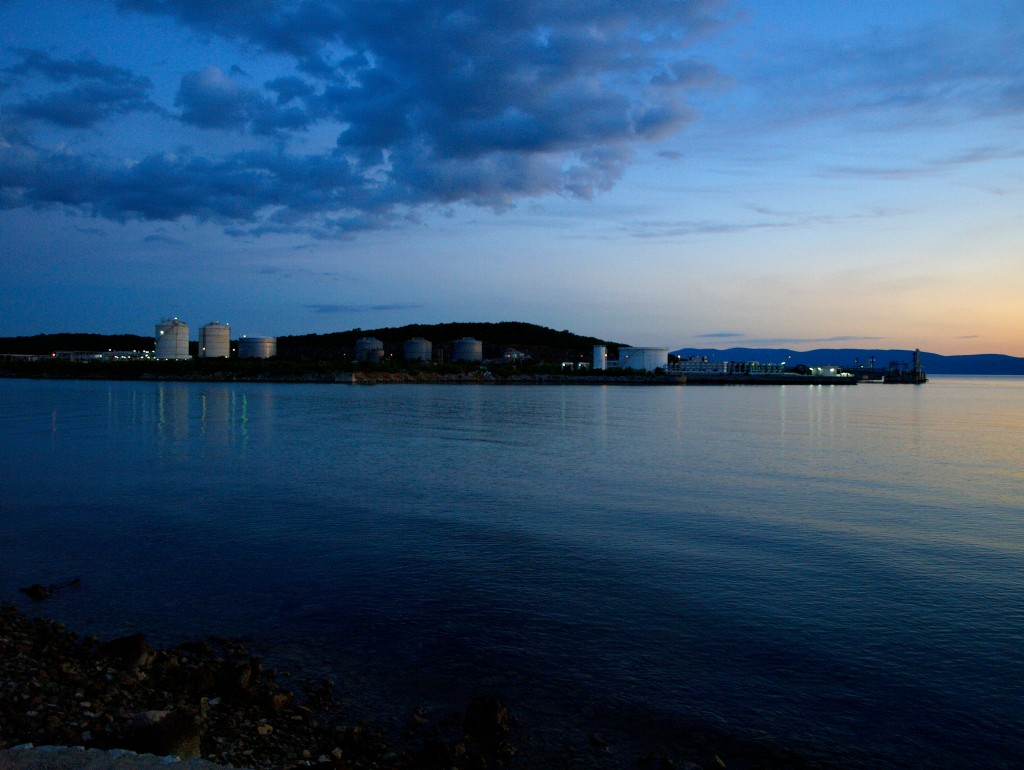
La raffineria

Non distante dall'aeroporto è ubicato il deposito petrolifero della JANAF con porto di attracco per le petroliere. Il terminale è collegato attraverso un oleodotto sottomarino alla vicina raffineria di Urinj e proseguendo nell'entroterra a Sisak.
L'impianto potrebbe essere in futuro anche collegato all'Oleodotto dell'Amicizia che attraverso l'Ungheria e la Croazia raggiungerebbe Sisak, e collegandosi con il tratto dell'oleodotto Adriatico, Sisak-Omišalj, permetterebbe così al petrolio russo di giungere direttamente in Adriatico. Il progetto tuttavia non è ancora partito poiché sta incontrando molte resistenze, soprattutto degli ambientalisti.
Prossimamente il complesso petrolifero verrà intanto sicuramente ampliato con la costruzione di un rigassificatore con annessi depositi di stoccaggio per 10-15 miliardi di metri cubi di gas all'anno.
Nella parte nordorientale del comune si trova invece la località di Vos [Vesolungo]-Porto Peschiera che si affaccia sull'omonimo vallone, Porto Peschiera, a preminente funzione di terminale per carico pietre.

### Turismo
L'altro insediamento della municipalità, Gnivizze, in passato piccolo borgo di pescatori, è oggi un rinomato centro turistico grazie al clima mite, alle belle spiagge e al mare pulito. La località si trova in una baia ombreggiata circondata da boschi.

## Infrastrutture e trasporti

### Strade
Un ponte a due campate unisce l'isola alla terraferma. La progettazione dell'infrastruttura risale al 1960, ma i lavori della sua realizzazione vennero iniziati solamente nel 1976. La sua inaugurazione avvenne nel 1980. Il ponte, che si appoggia tra le due campate all'isolotto di San Marco, è lungo 1 430 metri, con l'arco più ampio lungo 390 metri, ed è in calcestruzzo. Il ponte è stato un grande successo, non solo di progettazione e costruzione, ma anche per i benefici che ha portato alla comunità che risiede sull'isola. Si calcola che prima che il ponte fosse realizzato l'isola veniva raggiunta con i traghetti da circa 400 000 veicoli ogni anno, mentre con il ponte si calcola che gli autoveicoli che raggiungono l'isola siano circa 1 milione l'anno, con notevoli vantaggi per il turismo e per l'economia dell'isola.

### Aeroporti
La città è sede dell'aeroporto internazionale di Fiume.

## Galleria d'immagini

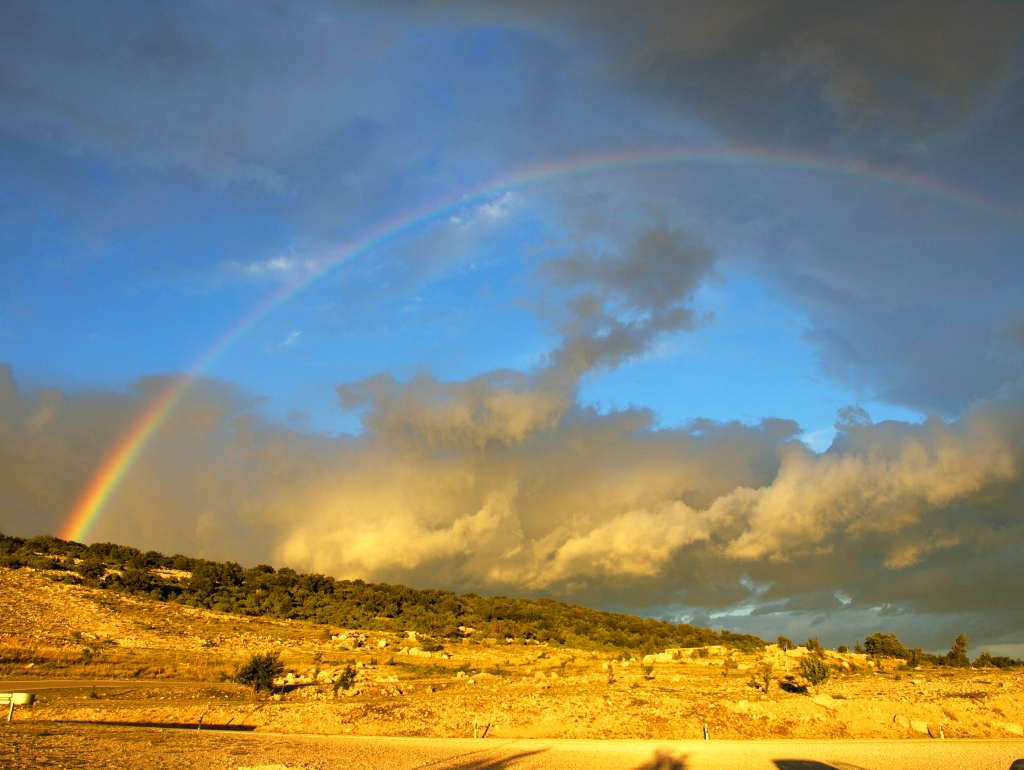
Arcobaleno dal belvedere del ponte di Veglia)
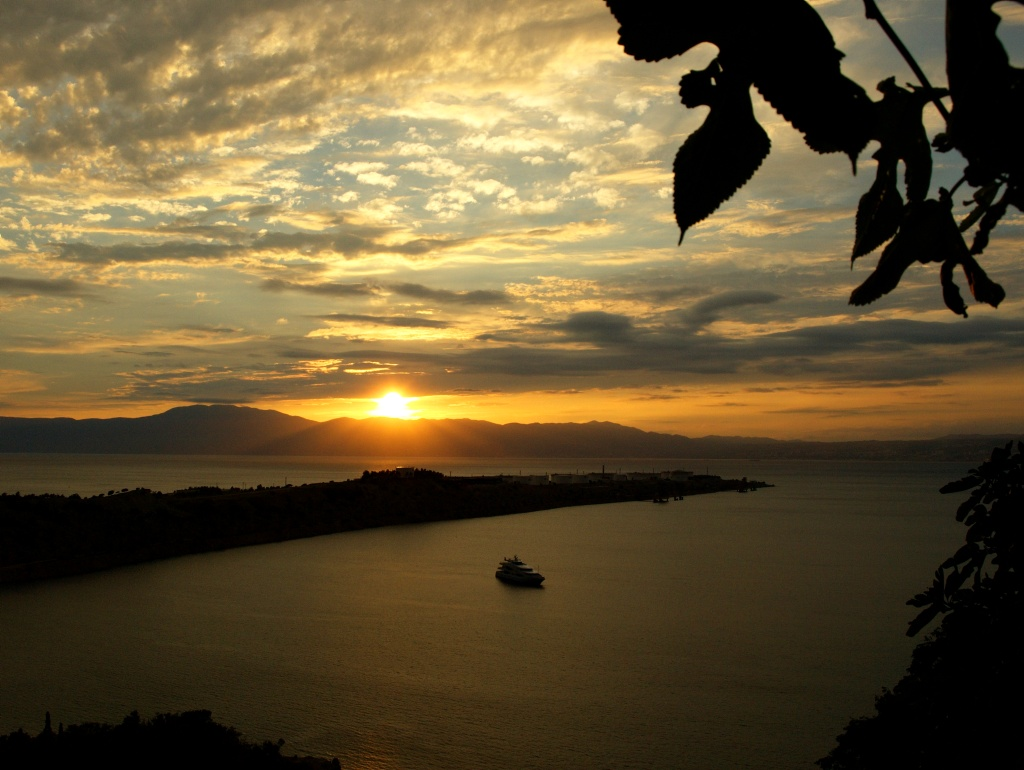
Tramonto dal belvedere di Castelmuschio
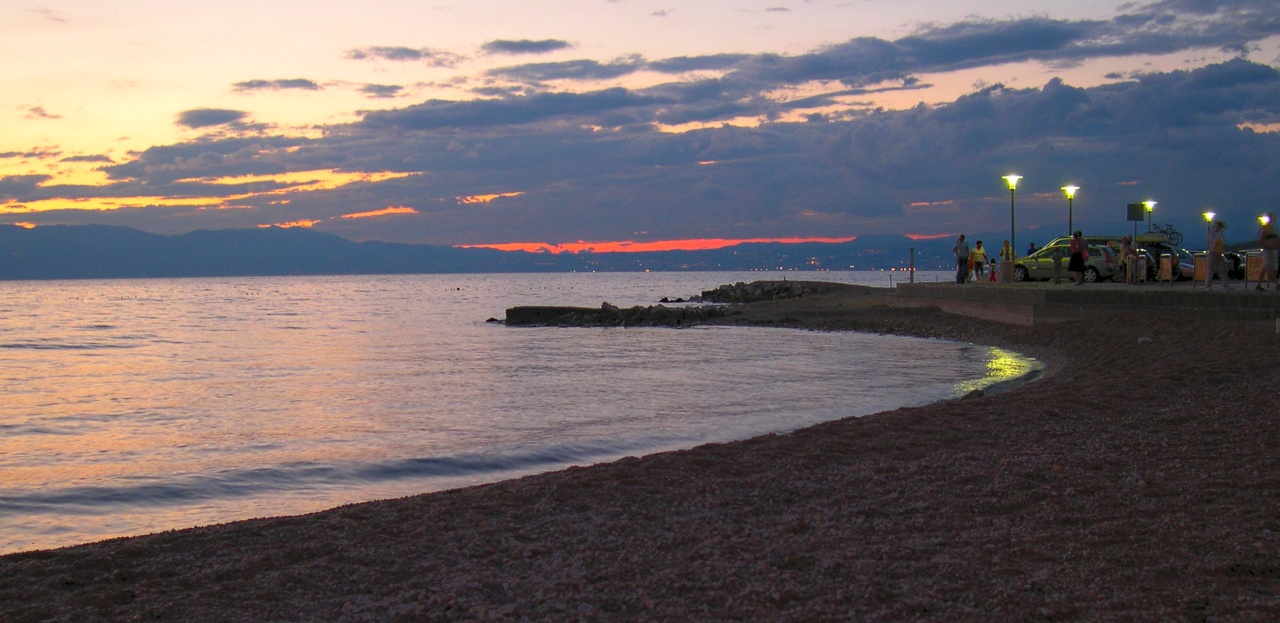
Tramonto sul lungomare di Gnivizze
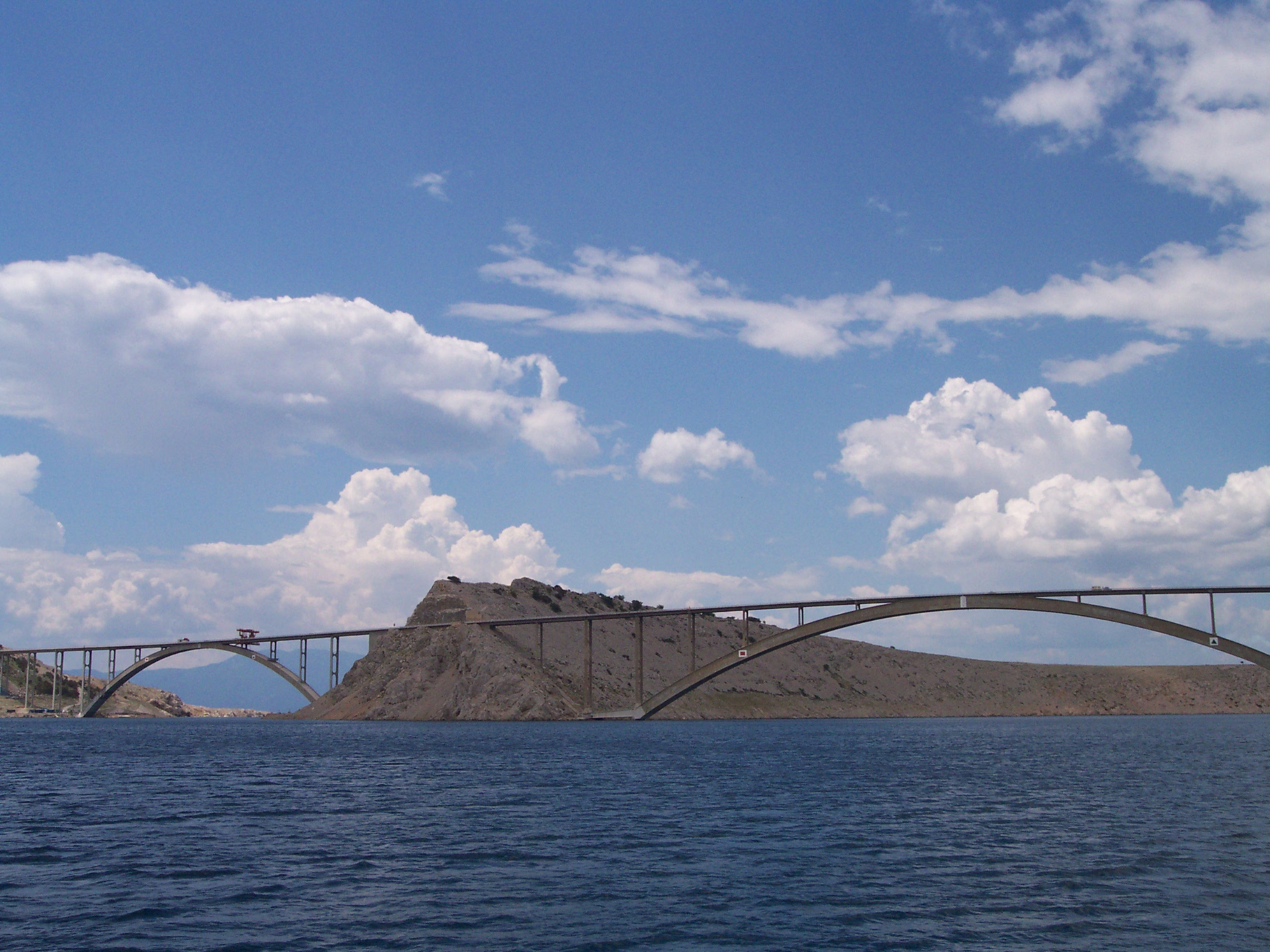
Il ponte che collega Veglia alla terraferma